# Мартини, Стефани
Стефани Мартини (англ. Stefanie Martini, род. 6 октября 1990, Бристоль) — британская актриса кино и телевидения. 

## Биография
Родилась в Бристоле; росла в деревнях Северного Сомерсета, где и окончила местную школу. Играла в местном молодёжном театре, прошла двухнедельные курсы в Национальном молодёжном театре.
Не сумев поступить в Королевскую академию драматического искусства с первой попытки, Мартини решила пройти годичную программу Бристольской театральной школы Олд Вик. Труппа сочиняла свои собственные пьесы и ставила их в местных школах. На следующий год была принята в Королевскую академию драматического искусства.
В 2016 году, будучи ещё на третьем курсе, сыграла второстепенную роль подозреваемой в оном из эпизодов телесериала «Индевор». Исполнила одну из основных ролей в телесериале «Доктор Торн» и второстепенную роль принцессы Лангвидер в фэнтези-сериале «Изумрудный город» на канале NBC. Получила главную роль Джейн Теннисон в постановке ITV 2017 года «Главный подозреваемый 1973», приквеле известного телесериала, в котором роль Джейн играла Хелен Миррен. Она появилась в роли Софии де Хэвиленд в фильме «Скрюченный домишко», экранизации одноимённого романа Агаты Кристи.

### Личная жизнь
В 2021 году заявила о своей бисексуальности.

## Фильмография
| Год       |     | Русское название           | Оригинальное название | Роль                |
| --------- | --- | -------------------------- | --------------------- | ------------------- |
| 2016      | с   | Индевор                    | Endeavour             | Джорджина Мортмейн  |
| 2016      | с   | Доктор Торн                | Doctor Thorne         | Мэри Торн           |
| 2016      | с   | Изумрудный город           | Emerald City          | принцесса Лангвидер |
| 2017      | с   | Главный подозреваемый 1973 | Prime Suspect 1973    | Джейн Теннисон      |
| 2017      | ф   | Скрюченный домишко         | Crooked House         | София де Хэвиленд   |
| 2018      | кор |                            | Tracks                | Дилли               |
| 2018      | ф   | Крылья урагана             | Hurricane             | Филлис Ламберт      |
| 2019      | ф   | Маникюр                    | Make Up               | Джейд               |
| 2020—2022 | с   | Последнее королевство      | The Last Kingdom      | Эдит                |
| 2022      | ф   |                            | LOLA                  | Марта               |